# Simon-Nicolas de Montjoie-Hirsingue

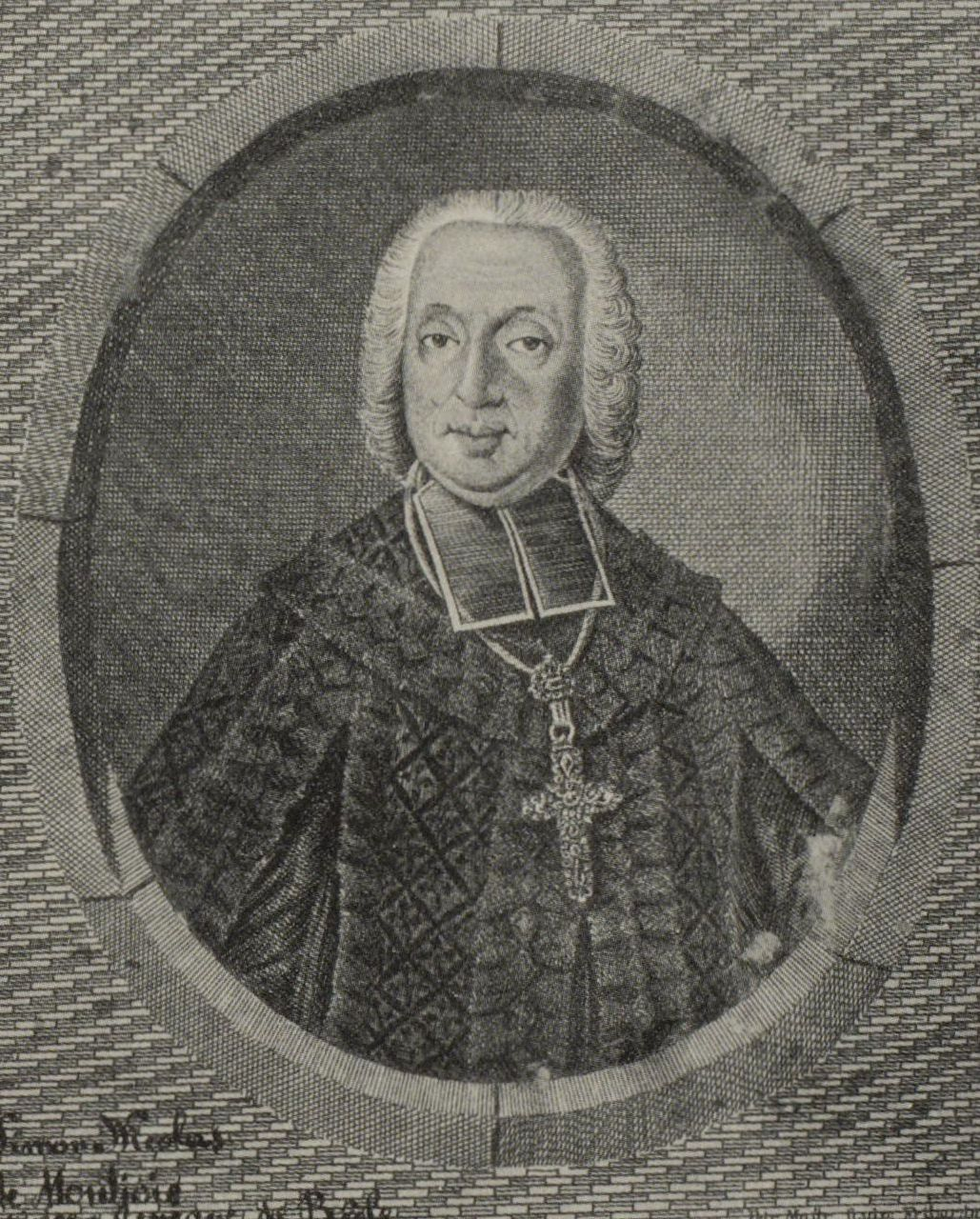
Simon-Nicolas de Montjoie-Hirsingue

Simon-Nicolas de Montjoie-Hirsingue (auch von Froberg genannt) (* 22. September 1693 in Hirsingen; † 5. April 1775 in Pruntrut) war 1762–1775 Fürstbischof von Basel.

## Leben
Sein Vater Franz Ignaz von Montjoye-Hirsingen diente in der französischen Armee. Simon begann seine Ausbildung am Jesuitengymnasium in Pruntrut und studierte dann in Straßburg und am Collegium Germanicum in Rom. 1731 erhielt er die Priesterweihe. 1741 wurde er Kanoniker und 1744 Kapitular. 1762 wurde er zum Bischof gewählt. Er konnte krankheitsbedingt sein Amt nur bis 1771 wirklich ausfüllen. Seine letzten vier Amtsjahre waren schon von Kämpfen um seine Nachfolge überschattet.  
Simon orientierte sich außenpolitisch an Frankreich. Ein Regiment aus dem Fürstbistum diente in der französischen Armee, obwohl das Fürstbistum im Reichsfürstenrat vertreten war.
Unter seiner Regierung wurde 1769 mit der Markgrafschaft Baden-Durlach ein Austauschvertrag abgeschlossen, in dem der Fürstbischof auf alle seine Rechte und Güter in Binzen gegen die Ablösung der verbliebenen markgräflichen Rechte in Schliengen, Mauchen und Steinenstadt eintauschte.
1770 führte er im Fürstbistum eine Volkszählung durch, wobei sich eine Einwohnerzahl von 55 235 ergab.